# (3022) Dobermann
(3022) Dobermann es un asteroide que forma parte del cinturón interior de asteroides y fue descubierto por Zdeňka Vávrová el 16 de septiembre de 1980 desde el Observatorio Kleť, cerca de České Budějovice, República Checa.

## Designación y nombre
Dobermann se designó al principio como 1980 SH.
Más adelante, en 1990, fue nombrado en honor del astrónomo aficionado alemán Karl Friedrich Louis Dobermann (1834-1894).

## Características orbitales
Dobermann orbita a una distancia media de 1,931 ua del Sol, pudiendo acercarse hasta 1,731 ua y alejarse hasta 2,131 ua. Tiene una excentricidad de 0,1037 y una inclinación orbital de 23,52 grados. Emplea 980,2 días en completar una órbita alrededor del Sol.
Dobermann pertenece al grupo asteroidal de Hungaria.

## Características físicas
La magnitud absoluta de Dobermann es 13,9 y el periodo de rotación de 10,33 horas.